# Moses Finley
Pour les articles homonymes, voir Finley.
Moses Israel Finley, né Moses Israel Finkelstein en 1912 à New York et mort en 1986, est un historien d'origine américaine, naturalisé britannique en 1962, et spécialiste de l'Antiquité grecque.

## Biographie
Enfance et formation
Il est issu d'une famille juive de New York. Son nom originel est Moses Israel Finkelstein. Plus tard dans sa carrière, il prend le nom de « Moses I. Finley ».
Sur le plan scolaire, il peut être considéré comme un enfant prodige : à 15 ans, il est reçu au Baccalauréat ès lettres (l'équivalent de la licence) magna cum laude à l'université de Syracuse, puis obtient un Master of Arts de droit public à l'université Columbia à 17 ans (1929). Il devient collaborateur-chercheur de l’Encyclopædia of the Social Sciences puis, en 1933, assistant de recherches en droit romain à l'université Columbia. Il se tourne ensuite vers l'histoire ancienne et obtient son doctorat au sein du département d'histoire. 
En 1934, à la suite de l'arrivée au pouvoir de Hitler en Allemagne, l'Institut de recherche sociale de Francfort s'installe à New York et s'associe avec l'université Columbia. Finley se lie alors avec le groupe dirigé par Max Horkheimer : il participe à des séminaires et écrit dans la revue Zeitschrift für Sozialforschung. 
En 1948, il est nommé professeur à l'université Rutgers (New Jersey).
En 1952, sur dénonciation de Karl Wittfogel, il est inquiété par la commission McCarthy pour ses relations avec le groupe de Karl Polanyi, personnalité intellectuelle notoirement de gauche, professeur à l'Université Columbia. Ayant refusé, au nom du cinquième amendement, de répondre sur son appartenance au Parti communiste, il est limogé à la fin de l'année.
Ne pouvant retrouver de travail aux États-Unis, il part pour la Grande-Bretagne, où il obtient un poste à l'université de Cambridge, à Darwin College. 
Son œuvre très importante pour l'histoire de la Grèce antique, notamment son livre Le Monde d'Ulysse (1954), ne commence à être traduite en français que durant les années 1960, grâce à l'intérêt que lui portent les hellénistes Pierre Vidal-Naquet et Jean-Pierre Vernant.
Moses Finley a développé les concepts de Société à esclaves et de Société esclavagiste. Selon P. Ismard, il les aurait repris des travaux d’Elsa Goveia, historienne des Caraïbes. Il explique que dans certaines sociétés, le poids démographique des esclaves et leur rôle majeur dans la structure productive implique qu'elles dépendent entièrement de la fonction esclavagiste ; les autres, où il y a des esclaves mais qui pourraient fonctionner sans esclaves, sont dénommées à esclaves. Cette distinction est bonne, mais incomplète, et la pensée originale de Elsa Goveia prend mieux en compte la diversité des situations : elle propose de considérer une société d'esclaves, non seulement comme dépendante, mais surtout que tous les aspects de la vie dans ce type de sociétés fabriquent l'exploitation esclavagiste.

## Distinctions
- Chevalier (1979)
- Ordre de l'Empire britannique (CBE)
- Membre de la British Academy (FBA).

## Publications

### En anglais
- Studies in Land and Credit in Ancient Athens, 500–200 B.C.: The Horos Inscriptions (1951).
- Economy and Society in Ancient Greece (1953).
- The World of Odysseus (1954).
- The Ancient Greeks: An Introduction to Their Life and Thought (1963).
- A History of Sicily: Ancient Sicily To The Arab Conquest (1968).
- Aspects of Antiquity: Discoveries and Controversies (1968).
- Early Greece: The Bronze and Archaic Ages (1970).
- The Ancient Economy (1973).
- Democracy Ancient and Modern (1973).
- Studies in Ancient Society, editor (1974).
- The Use and Abuse of History (1975).
- Schliemann's Troy: One Hundred Years After (1975).
- Studies in Roman property, editor (1976).
- The Olympic Games: The First Thousand Years, with H.W. Pleket (1976).
- Ancient Slavery and Modern Ideology (1980).
- The Legacy of Greece: A New Appraisal (1981).
- Authority and Legitimacy in The Classical City-State (1982).
- Politics in the Ancient World (1983).
- Ancient History: Evidence and Models (1985).

### Traductions en français
- Les Anciens Grecs (The Ancient Greeks, 1953)
- Le Monde d'Ulysse, Maspero, 1968 (The World of Odysseus, 1954).
- Esclavage antique et idéologie moderne, trad. Fourgous (D.), Éditions de Minuit, Paris, 1981 (Ancient Slavery and Modern Ideology, 1979)
- Mythe, mémoire, histoire, La Découverte, 2001 (The Use and Abuse of History, 1975).
- L'Économie antique (The Ancient Economy)
- Démocratie antique et démocratie moderne, Payot, 2003 (Democracy Ancient and Modern, 1973).
- L'Invention de la politique, Flammarion, « Nouvelle bibliothèque scientifique », 1985 (Politics in the Ancient World, 1983)
- On a perdu la guerre de Troie : propos et polémiques sur l'Antiquité, Les Belles Lettres, 1997 (Aspects of Antiquity. Discoveries and Controversies, 1968)
- 1000 ans de Jeux olympiques : 776 avant J.-C./261 après J.-C., Perrin, 2004 (The Olympic Games : The First Thousand Years, 1976, en collaboration avec H-W Pleket),
- Les premiers temps de la Grèce, Flammarion, 2011.
- Économie et société en Grèce ancienne, trad. Carlier (J.), La Découverte, Paris, 1984 (1re éd. Londres, 1980)